# Siaka Bagayoko
Siaka Bagayoko (Bamako, 4 luglio 1998) è un calciatore maliano, difensore del Vita Club.

## Caratteristiche tecniche
È un terzino sinistro.

## Carriera

### Club
Tra il 2016 ed il 2017 gioca nella prima divisione maliana prima con il Djoliba e poi con lo Stade Malien; dopo un breve periodo senza partite giocate nella seconda divisione greca all'Anagennīsī Karditsa torna al Djoliba, che poi lascia nuovamente per trasferirsi in Tunisia allo Sfaxien, con cui gioca 4 partite nella prima divisione locale. A fine stagione torna nuovamente al Djoliba.
In carriera ha giocato 10 partite nella CAF Confederation Cup, realizzandovi anche una rete.

### Nazionale
Dopo aver giocato nelle nazionali Under-17 (con la quale nel 2015 ha conquistato un secondo posto ai Mondiali di categoria), Under-20 ed Under-23, il 27 luglio 2019 esordisce in nazionale maggiore.